# Herzhorn
Herzhorn er en by og kommune i det nordlige Tyskland, beliggende i Amt Horst-Herzhorn under Kreis Steinburg. Kreis Steinburg ligger i den sydvestlige del af delstaten Slesvig-Holsten.

## Geografi
Kommunen Herzhorn ligger i marsken ca. fire kilometer øst for Glückstadt.